# RNIE7 (Benin)
Die RNIE7 ist eine Fernstraße in Benin, die in Banikoara beginnt und in Ségbana endet. In Banikora zweigt eine nicht nummerierte Straße zur Grenze nach Burkina Faso ab, in Segbana eine nicht nummerierte Straße zur Grenze Nigerias. In Alibori kreuzt sie mit der RNIE2. Sie ist 222 Kilometer lang.